# Gipuzkoa Telebista
Gipuzkoa Telebista (GTB) era el  nombre comercial de la empresa Gipuzkoa Televisión, situada en San Sebastián, Guipúzcoa, en la comunidad autónoma del País Vasco (España). Tiene la figura jurídica de sociedad anónima.
Gipuzkoa Telebista es una televisión local de ámbito provincial guipuzcoano que emite su programación tanto por ondas terrestres como por el paquete de televisión por cable de Euskaltel. Además, ha obtenido licencia de TDT en toda la provincia de Guipúzcoa, excepto en Irún, donde la ha conseguido Gipuzkoa Telebista Txingudi.
Consta de un centro de emisión y producción situado en el Parque Empresarial de Zuatzu San Sebastián pero también se apoya en el centro de producción de programas de Gipuzkoa Telebista Txingudi en Irún.
Actualmente, sus emisiones no propias, forman parte del distribuidor de contenidos Contenalia.

## Historia

### Comienzos
Gipuzkoa Televisión nació con el nombre de Localia Gipuzkoa bajo el proyecto de Localia Televisión en el año 2000. Inicialmente en las instalaciones de la cadena SER en San Sebastián en la Avda. de la Libertad. Además de compartir instalaciones compartieron recursos y personal hasta el traslado definitivo al Parque Empresarial Zuatzu, sede actual.

### Estabilización.
Contando como soporte con la red nacional de Localia Televisión y su programación generalista, Localia Gipuzkoa desarrolla una importante programación local mediante informativos locales y magazines centrados en la actualidad donostiarra pero completándose con las más importantes noticias de la provincia de Guipúzcoa. Su vocación fue por tanto desde el principio provincial.

### Crecimiento del número de canales
En sus inicios Localia Gipuzkoa estuvo participada por el grupo Prisa en la mayoría de sus acciones. El restante grupo de accionistas propuso al accionista mayoritario en el año 2007 un intercambio de posiciones que lo llevó a controlar la empresa. Este grupo controlaba a su vez la mayoría de acciones de Localia Txingudi en Irún, Canal Bizkaia en Bilbao y Canal Gasteiz en Vitoria, lo que provocó la consolidación del grupo Localia Euskadi, como asociado a Localia Televisión.
Este agrupamiento favoreció una estrategia televisiva integral entre Localia Gipuzkoa y Localia Txingudi en toda la provincia de Guipúzcoa.

### Cambio de nombre
A finales de 2008 con la desaparición de la marca Localia Televisión y el cierre de Pretesa, algunas de las televisiones asociadas optan por cambiar su denominación comercial. Entre ellas Localia Gipuzkoa, que adopta el nombre de Gipuzkoa Telebista. El cambio apenas afectó a la evolución del canal puesto que se optó por una programación ajena continuista con el proyecto y se mantuvo inalterable la producción local.

## Difusión
La red de cobertura de Gipuzkoa Telebista se sustentaba en dos tecnologías: sus centros de emisión por ondas terrestres y la red de cable del operador Euskaltel. Respecto a su difusión por cable el canal vienia incluido en el paquete básico del operador Euskaltel para toda la provincia de Guipúzcoa. Desde septiembre de 2009 emita también en calidad digital en el paquete de TDT del operador para toda la comunidad autónoma del País Vasco.
este canal cesó sus emisiones en año 2012